# Dolichopus distractus
Dolichopus distractus är en tvåvingeart som beskrevs av Walker 1849. Dolichopus distractus ingår i släktet Dolichopus och familjen styltflugor.
Artens utbredningsområde är New York. Inga underarter finns listade i Catalogue of Life.